# 福尼布雷费特
福尼布雷費特（英語：Foni Brefet）是甘比亞西部區的9個縣之一，福尼布雷費特位於甘比亞西南部甘比亞河以南。福尼布雷費特位在孔博東與福尼賓唐-卡雷奈之間。